# Émilien Renou
Émilien Jean Renou (* 8. März 1815 in Vendôme (Loir-et-Cher); † 6. April 1902 in Parc Saint-Maur) war ein französischer Meteorologe und Direktor des Observatoriums Parc Saint-Maur.

## Leben
Er besuchte in Vendôme die Schule. 1835 ging er zur Ecole Polytechnique und studierte unter Elie de Beaumont. Bei seinen Aufenthalten in Göttingen besuchte er auch die Vorlesungen von Carl Friedrich Gauß.
Von 1839 bis 1842 war er bei der Wissenschaftlichen Kommission von Algerien angestellt und publizierte mehrere Werke über die dortige französische Kolonie. 1846 wurde er damit beauftragt, alle verfügbaren Informationen über Marokko zu sammeln, was zu einem bedeutenden Werk führte Description géographique de l'empire de Maroc.

## Meteorologie
Um 1850 beschloss er, sich vorrangig der Meteorologie zu widmen und gründete 1852 mit Charles Joseph Sainte-Claire Deville (1814–1876) die Société Météorologique de France, deren Sekretär er in insgesamt elf Jahren war. Vier Mal hatte er das einjährige Amt des Präsidenten inne. Er führte 1855 die Kategorien Altocumulus und Altostratus in die Wolkenklassifikation nach Luke Howard ein. Ab 1872 war er bis zu seinem Tod Direktor im Parc Saint-Maur, von wo aus meteorologische Untersuchungen angestellt wurden, die insbesondere das Klima von Paris betrafen. In seinen Arbeiten über das Klima von Paris diagnostizierte er unter anderem die UHI (urbane Hitze-Insel).
Er wurde 1847 Ritter und 1884 Offizier der Ehrenlegion, Offizier der Akademie (1873) und Officier de l'Instruction Publique (1891). Außerdem wurde er 1875 Ehrenmitglied der Royal Meteorological Society in London.

## Werke (Auswahl)
- Description géographique de l'empire de Maroc (Paris 1846)  (ab Screen 15)
- Liste des ouvrages, cartes, plans, vues et dessins relatifs à l'empire du Maroc (Paris 1846)
- Atlas de l'Algérie d'aprés les travaux de MM. Renou, Carette et Warnier (1848)
- Géologie de l'Algérie (1848)
- Instructions météorologiques et tables usuelles (1856)
- Note sur le tremblement de terre du 16 juillet 1864 (1864) in: Bulletin de la Société archéologique, scientifique et littéraire du Vendômois, S. 229.
- Hauteurs de pluie à Vendôme pendant 35 ans (1886) in: Bulletin de la Société archéologique, scientifique et littéraire du Vendômois, S. 165–168.